# Luis Parejo
Luis María Parejo Camacho (Almería, España, 5 de febrero de 1989) es un jugador de baloncesto español. Su altura es de 1,93 metros y ocupa en la cancha las posiciones de escolta y alero en las filas del CB Morón de la Liga LEB Plata.

## Trayectoria profesional
Captado por el Real Madrid en categoría cadete, siendo considerado una gran promesa de futuro.  Permaneció en el Real Madrid hasta 2008, cuando fue fichado por el Fuenlabrada. En ninguno de los dos conjuntos llegó a debutar en la ACB, aunque sí estuvo convocado en alguna ocasión.
Desarrolló sus primeros años como profesional en LEB Plata, formando parte de Real Madrid B, Illescas, Tíjola y Ávila, con una pequeña incursión en LEB Oro con el Alcázar en la campaña 2010-11.
En la temporada 2012/13 promedió 10,7 puntos en el Amics de Castellón de LEB Plata, ayudando también en el rebote (4,0) y la distribución de juego (2,3 asistencias). Su equipo quedó octavo de la liga regular, pero luego llegó hasta las semifinales de los playoffs. 
En la temporada 2013/2014 fichó con el Cáceres Patrimonio de la Humanidad, también entonces equipo de la Liga LEB Plata, con el que logró en la temporada 2014/15 el título de campeón y el ascenso a la Liga LEB Oro, siendo uno de los grandes protagonistas del encuentro en el que su club logró dicho ascenso al anotar 15 puntos, incluyendo una decisiva canasta triple en los últimos instantes del partido.
Renovó sucesivamente su compromiso con el Cáceres Patrimonio de la Humanidad, del que se convirtió en su capitán. Permaneció siete temporadas consecutivas en el club cacereño, disputando más de 200 encuentros con la camiseta verdinegra y recibió en tres ocasiones (2014/15, 2017/18 y 2018/19) el Trofeo de la afición del Cáceres al mejor jugador de la temporada. Lidera gran parte de las clasificaciones históricas del club, entre ellas las de partidos jugados, minutos, puntos, rebotes y triples. 
El 6 de agosto de 2020 comunicó que no renovaría una temporada más y unos días más tarde anunció su compromiso con el Club Baloncesto Peñas Huesca de la Liga LEB Oro. En la temporada 2020/21 disputa 22 partidos con promedios de 7 puntos y 2 rebotes. 
El 26 de agosto de 2021 firma por el CB Morón de la Liga LEB Plata, disputando 18 encuentros en la temporada 2021/22 en los que promedió 10 puntos y 3.3 rebotes.
El 25 de agosto de 2022, renueva por el CB Morón de la Liga LEB Plata y firma por los Gaiteros del Zulia de la Superliga Profesional de Baloncesto venezolana para reforzar al equipo durante el verano, regresando al conjunto andaluz en el comienzo de liga.

### Selección nacional
Fue un fijo en la internacionalidad con varias selecciones categorías inferiores de España, disputando los Europeos sub-16, sub-18 y sub-20, logrando la medalla de bronce en 2009.